# Завод за културу војвођанских Русина
Завод за културу војвођанских Русина (рсн. Завод за културу войводянских Руснацох) је установа културе, која се бави проучавањем културно-историјске баштине русинског народа у Војводини, односно Србији, као и афирмацијом свих аспеката савременог културно-просветног рада и стваралаштва у тој националној заједници. Пошто су Русини у Србији признати као пуноправна национална мањина, која је представљена преко Националног савета русинске националне мањине, делатност завода има и шири друштвени значај, будући да својим радом на афирмацији русинске културно-историјске баштине доприноси општем развоју мултикултуралности на просторима Војводине, односно Србије. Седиште завода је у Новом Саду, а радом установе руководи директорка Анамарија Ранковић.

## Делатност
Завод за културу војвођанских Русина основан је 10. марта 2008. године, заједничком одлуком Скупштине Аутономне Покрајине Војводине и Националног савета русинске националне мањине.
Замисао о оснивању такве или сличне установе разматрана је и раније, пошто су још у време бивше Југославије постојале иницијативе да се у Новом Саду створи посебна културно-просветна или научна установа (институт, завод, центар) чији би рад био посвећен проучавању и афирмацији културне и историјске баштине свих мањинских народа, укључујући и Русине. Сличне русинске установе основане су крајем 20. и почетком 21. века у неким другим државама (Словачка, Пољска, Мађарска), а рад на формирању такве установе у Србији интензивиран је након 2002. године, када је дошло до конституисања Националног савета русинске националне мањине.
Приликом разматрања иницијативе за формирање завода, појавила су се опречна мишљења о избору седишта ове установе. У складу са политиком децентрализације, првобитном оснивачком одлуком из 2008. године (члан. 2) било је прописано да ће седиште завода бити у Руском Крстуру, као највећем русинском месту у Србији. Међутим, део заводског руководства је недуго по оснивању почео да заговара идеју о Новом Саду као прикладнијем седишту. Томе се успротивио заводски Управни одбор, који се током 2009. и 2010. године изјаснио у прилог Руског Крстура. Пошто се тадашњи заводски директор Мирослав Кевежди јавно изјаснио против крстурске опције, покрајинске власти су 2011. године извршиле измену оснивачког акта, одредивши Нови Сад као седиште завода.
Организација завода регулисана је статутом, као највишим интерним актом. Први Статут Завода за културу војвођанских Русина усвојен је на седници заводског Управног одбора, која је одржана 19. маја 2008. године, а наредни статут је усвојен 20. фебруара 2012. године. Садашњи статут је усвојен на седници заводског Управног одбора која је одржана 26. јуна 2017. године, чиме је престао да важи претходни статут од 23. септембра 2013. године.
У склопу остваривања својих основних делатности, завод сарађује са разним русинским организацијама и институцијама, како у Србији тако и у иностранству, а у склопу остваривања заводских програма посебна пажња се поклања сарадњи са истакнутим русинским научним и јавним радницима, односно уметницима и другим ствараоцима. Поред непосредне сарадње са Националним саветом русинске националне мањине, завод је остваривао и разне облике сарадње са другим русинским организацијама, као што су Друштво за русински језик, књижевност и културу и Матица русинска.
Завод настоји да својом делатношћу обухвати све аспекте русинског културно-просветног и уметничког рада и стваралаштва у Србији, независно од специфичних разлика које се у оквирима шире русинске заједнице манифестују у односу према појединим идентитетским и националним питањима, што је у складу са основним смерницама развоја које је усвојио Национални савет русинске националне мањине.

## Однос према статусу русинског језика
У оквиру својих основних делатности, завод поклања велику пажњу афирмацији свих облика стваралаштва на русинском језику, који је чланом 24. Статута Аутономне Покрајине Војводине признат као један од шест службених језика на подручју покрајине.
Иако је русински језик од стране Међународне организације за стандардизацију (ISO) званично признат управо под називом русински језик, део заводског руководства се у новембру 2020. године прикључио иницијативи групе лингвиста, која је упућена Међународној организацији за стандардизацију (ISO) у виду захтева за признавањем потпуно новог језика, под предложеним називом: рутенски језик (енгл. Ruthenian language), а који би обухватао само панонско наречје русинског језика. Уколико буде усвојен, поменути захтев ће довести до поделе садашњег јединственог русинског језика на два посебна и потпуно одвојена језика.
Иако питање о очувању језичког јединства има велики значај за русински народ, а самим тим и за основну делатност завода, поменути предлози неколицине лингвиста, упркос подршци коју су добили од дела заводског руководства, нису били предочени широј русинској и осталој јавности путем званичног заводског сајта, нити се заводска управа тим поводом јавно оглашавала.
У делатности завода је још раније преовладала пракса да се Русини (енгл. Rusyns) у заводским наративима на енглеском језику називају Рутенима (енгл. Ruthenians), иако тај појам има далеко шире значење, које се не односи само на Русине, већ обухвата и друге Источне Словене. Управо због тога, најпознатији русински историчар, проф. др Павел Р. Магочи (бивши председник Светског конгреса Русина), изричито је указао на неприкладност употребе рутенских одредница за означавање Русина у међународној терминологији.
Упркос великој важности коју исправна употреба страних термина има за међународно препознавање садржаја са русинском тематиком, у заводским текстовима на енглеском језику употребљавају се (готово искључиво) рутенске одреднице (Ruthenians, Ruthenian language), док се међународно признати термини (Rusyns, Rusyn language) готово и не помињу. У појединим заводским издањима, ипак се употребљавају исправни енглески облици (Rusyns, Rusyn language), који су прихваћени у међународној терминологији.
На заводском сајту, назив установе се на енглеском језику представља у варијанти: Institute for Culture of Ruthenians in Vojvodina, што је у супротности са терминологијом која је прихваћена у енглеском називу Националног савета русинске националне мањине (НСРНМ), који је као највиши орган русинског народа у Србији својим статутом из 2010. године прописао (члан 6.), а потом и потврдио (2014. и 2018. године), да званични назив НСРНМ на енглеском језику гласи, дословно: National Council of the Rusyn National Minority. Таквом статутарном одредбом, енглески назив за русинску националну мањину (енгл. Rusyn National Minority) дефинисан је путем употребе међународно признатих (ISO) термина за русински народ и русински језик (енгл. Rusyns, Rusyn language).
Упркос томе, енглески назив матичног Националног савета русинске националне мањине (енгл. National Council of the Rusyn National Minority) не помиње се на заводском сајту у свом званичном облику, већ се наводи у измењеној варијанти, која је настала избацивањем русинске и уметањем рутенске одреднице (енгл. National Council of the Ruthenian National Minority). Иако такви и слични терминолошки захвати имају озбиљне последице, на заводском сајту не постоје никаква обавештења о разлозима због којих се у заводским садржајима на енглеском језику инсистира на употреби рутенских (енгл. Ruthenians) уместо русинских (енгл. Rusyns) одредница.

## Руководство
Радом завода су управљали следећи директори:
- Мирослав Кевежди, директор од септембра 2008. до априла 2012. године
- Јанко Бучко, в.д. директора од априла 2012. до марта 2013. године
- Сергеј Тамаш, директор од априла 2013. до јула 2016. године
- Ивана Дудаш, в.д. директора од августа 2016. до маја 2017. године
- Анамарија Ранковић, садашња директорка, од 2017. године

Радом заводског Управног одбора руководили су следећи председници:
- Владо Њаради, председник УО ЗКВР (2008-2012)
- Владимир Варга, председник УО ЗКВР (2012-2016)
- Анамарија Рехак, председница УО ЗКВР (2016-2020)
- Миломир Шајтош, садашњи председник УО ЗКВР, од 2020. године